# Tatra banka
O Tatra banka é um banco comercial da Eslováquia. Foi fundado em 1990 como o primeiro banco privado na Eslováquia. Levou o nome do antigo banco, estabelecido em 1885, mas não seus ativos. Iniciou suas operações financeiras em dezembro de 1991.
Em 1 de janeiro de 2018, possuía 106 filiais, 16 centros comerciais e 3.500 funcionários. Tatra banka é membro do austríaco Raiffeisen Bank International A.G.
O Tatra banka oferece um dos serviços bancários diários mais inovadores da Europa Central e Oriental.